# Thorophos
Thorophos is een geslacht van straalvinnige vissen uit de familie van diepzeebijlvissen (Sternoptychidae).

## Soorten
- Thorophos euryops (Bruun, 1931)
- Thorophos nexilis (Myers, 1932)